# Online Brands Nordic
Online Brands Nordic AB (publ) är ett bolag noterat OMX First North-lista. Online Brands förvärvar, äger, och utvecklar e-handelsbolag i Norden. Inom koncernen finns Trendcarpet, Hatshop, Victorins, Kitchenlab, Bread & Boxers, och Isbjörn. Online Brands aktie handlas på Nasdaq First North Growth Market under tickerkoden OBAB. 